# 現代短歌評論賞
現代短歌評論賞（げんだいたんかひょうろんしょう）は、かつて存在した短歌評論の公募賞。短歌研究社の発行する月刊短歌総合誌「短歌研究」が毎年テーマを決めて公募する未発表評論の中から選ばれる。短歌界唯一の評論のみを対象とする公募賞であり、毎年論客を輩出した。
例年の締め切りは7月1日、受賞作および選考結果は「短歌研究」誌の10月号に掲載され、授賞式は9月下旬に、同じく短歌研究社が主催する「短歌研究賞」「短歌研究新人賞」と一緒に行われた。
第1回は1954年だが第4回までで一旦中止され、1983年に再開。2024年までの全42回で終了した。2025年度以後は、基本理念を引き継ぎつつ応募規定を一新した短歌研究評論賞に役割が引き継がれた。

## 歴代受賞作と受賞者
受賞者の出典は公式HPより。
- 第1回　1954年　「敗北の抒情」 菱川善夫、「異質への情熱」 上田三四二
- 第2回　1957年　（該当者なし）
- 第3回　1958年　「短歌散文化の性格」 秋村功
- 第4回　1961年　（該当者なし）＜一旦中止＞
- 第1回　1983年　（該当者なし）
- 第2回　1984年　（特別賞） 山下雅人、 日夏也寸志
- 第3回　1985年　「現代短歌における『私』の変容」 山下雅人
- 第4回　1986年　「母性のありか －女流歌人の現在」 喜多昭夫
- 第5回　1987年　「『ライトヴァース』の残した問題」 谷岡亜紀
- 第6回　1988年　「言葉の権力への挑戦」 加藤孝男
- 第7回　1989年　「持続の志 －岡部文夫論」 坂出裕子、 「思想兵・岡井隆の軌跡 －短歌と時代・社会との接点の問題」 大野道夫
- 第8回　1990年　「鳥はどこでなくのか」 島瀬信博
- 第9回　1991年　「大衆化時代の短歌の可能性 －俵・加藤・道浦の新歌集をめぐって」 柴田典昭
- 第10回　1992年　「緩みゆく短歌形式 －同時代を歌う方法の推移」 小塩卓哉
- 第11回　1993年　「太平洋戦争と短歌という『制度』 －「第二芸術論」への私答」」 猪熊健一
- 第12回　1994年　「妊娠・出産をめぐる人間関係の変容 －男性歌人を中心に」 吉川宏志
- 第13回　1995年　「アジアにおける戦争と短歌 －近・現代思想を手がかりに」 田中綾
- 第14回　1996年　（優秀作）岩井謙一、田中晶子
- 第15回　1997年　（優秀作）岩井謙一、河路由佳
- 第16回　1998年　「短歌と病」 岩井謙一
- 第17回　1999年　「『も』『かも』の歌の試行 －歌集『草の庭』をめぐって」 小澤正邦
- 第18回　2000年　「塚本邦雄と三島事件 －身体表現に向かう時代のなかで－」 小林幹也
- 第19回　2001年　「『戦争と虐殺』後の現代短歌」 森本平
- 第20回　2002年　「時間を超える視線」 川本千栄
- 第21回　2003年　「死物におちいる病 －明治期前半の歌人による現実志向の歌の試み」矢部雅之
- 第22回　2004年　「インターネットからの叫び －「文学」の延長線上に」 森井マスミ
- 第23回　2005年　「寺山修司の見ていたもの」 なみの亜子
- 第24回　2006年　「現実感喪失の危機 －離人症的短歌」 高橋啓介
- 第25回　2007年　「日本語の変容と短歌　－オノマトペからの一考察」　藤島秀憲
- 第26回　2008年　「求められる現代の言葉」　今井恵子
- 第27回　2009年　「樹木を詠むという思想」　山田航
- 第28回　2010年　「或るホームレス歌人を探る－響きあう投稿歌」　松井多絵子
- 第29回　2011年　「短歌の口語化がもたらしたもの－歌の『印象』からの考察」 梶原さい子
- 第30回　2012年　「抑圧され、記号化された自然〜機会詩についての考察」 三宅勇介
- 第31回　2013年　「相聞の社会性 －結婚を接点として」 久真八志
- 第32回　2014年　「うたと震災と私」 寺井龍哉
- 第33回　2015年　「歌とテクストの相克」 三上春海
- 第34回　2016年　（該当者なし）
- 第35回　2017年　「黒衣の憂鬱 －編集者・中井英夫論」 雲嶋聆
- 第36回　2018年　「短歌結社の未来と過去にむけて」 松岡秀明
- 第37回　2019年　「なぜイオンモールを詠むのか　岡野大嗣『サイレンと犀』にみる人間性護持の闘い」 土井礼一郎
- 第38回 2020年 「歌人という主体の不可能な起源」 弘平谷隆太郎
- 第39回 2021年 「SNS時代の私性とリアリズム」 小野田光
- 第40回 2022年 「口語短歌による表現技法の進展〜三つの様式化」 桑原憂太郎、 「はじめに言葉ありき。よろずのもの、これに拠りて成る――短歌史における俗語革命の影」 高良真実
- 第41回 2023年 「〈前衛〉と実作 ―― 生成AI時代に、人が短歌をつくること」 中島裕介
- 第42回 2024年 「仮想的な歌と脳化社会 ――二〇二〇年代の短歌」 竹内亮